# Bulinus africanus
Bulinus africanus е вид коремоного от семейство Planorbidae.

## Разпространение
Видът е разпространен в Демократична република Конго, Етиопия, Замбия, Кения, Мозамбик, Свазиленд, Танзания, Уганда и Южна Африка.